# Krążkówka żyłkowana

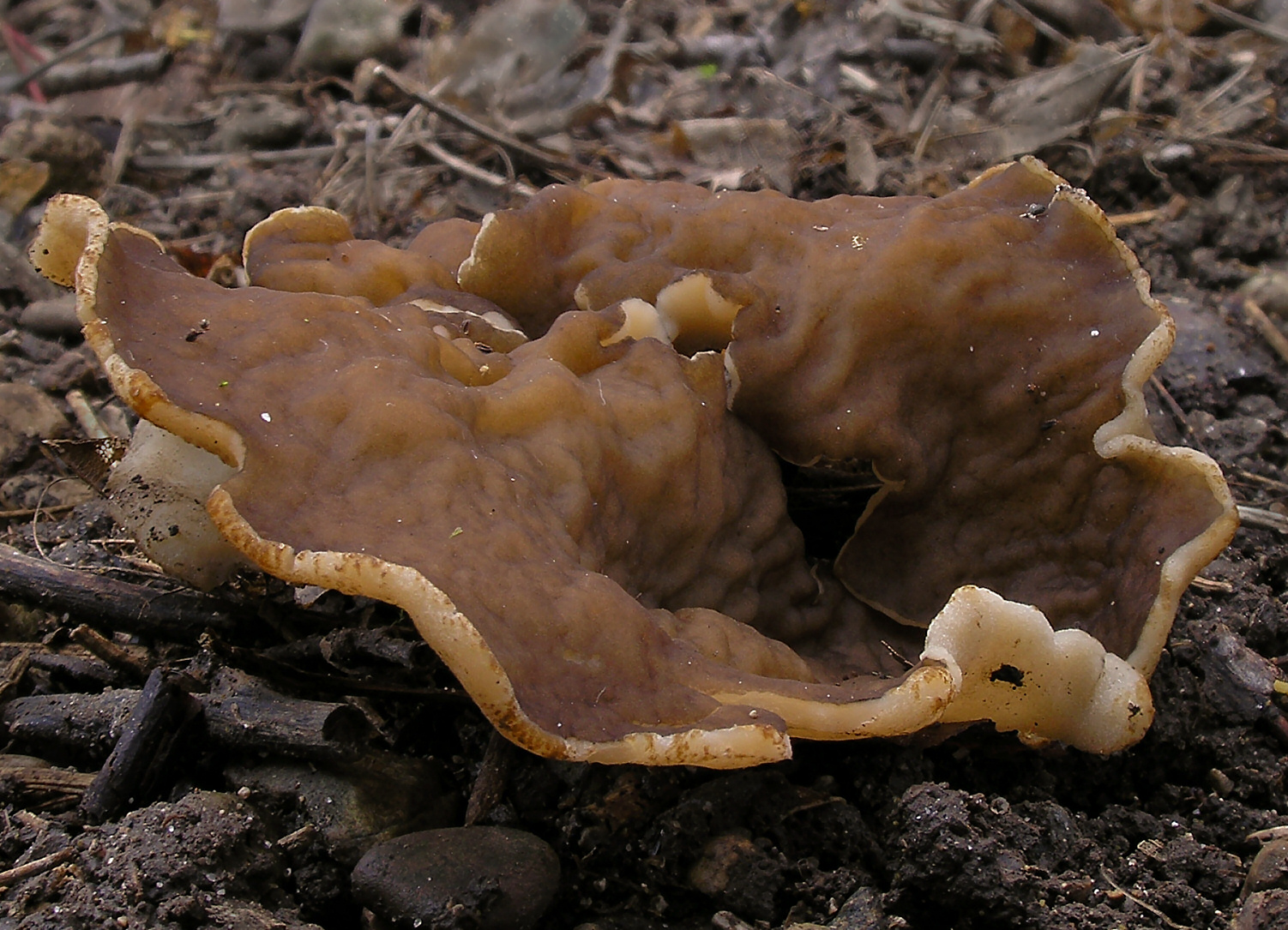
Starszy owocnik

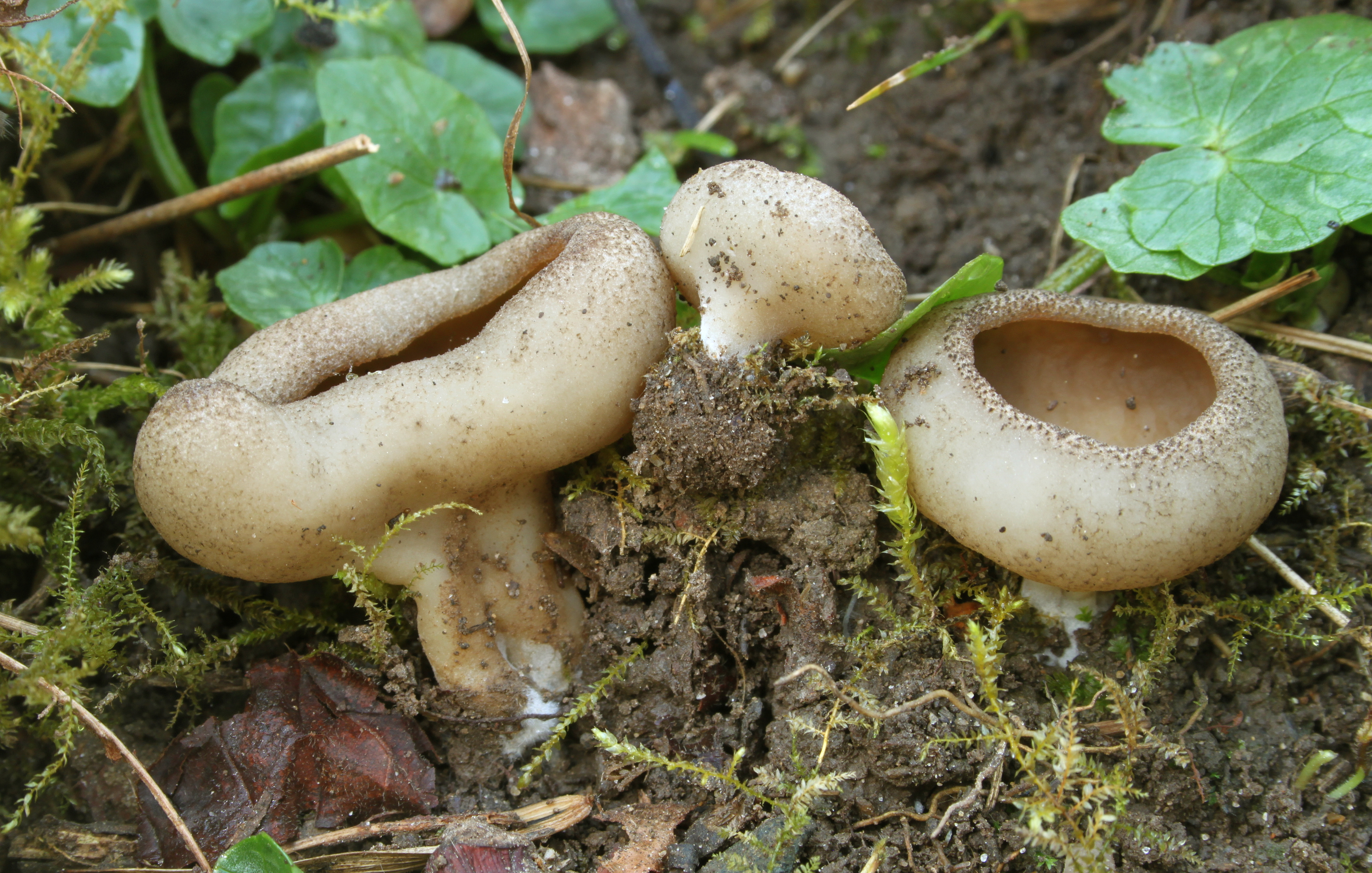
Młode owocniki

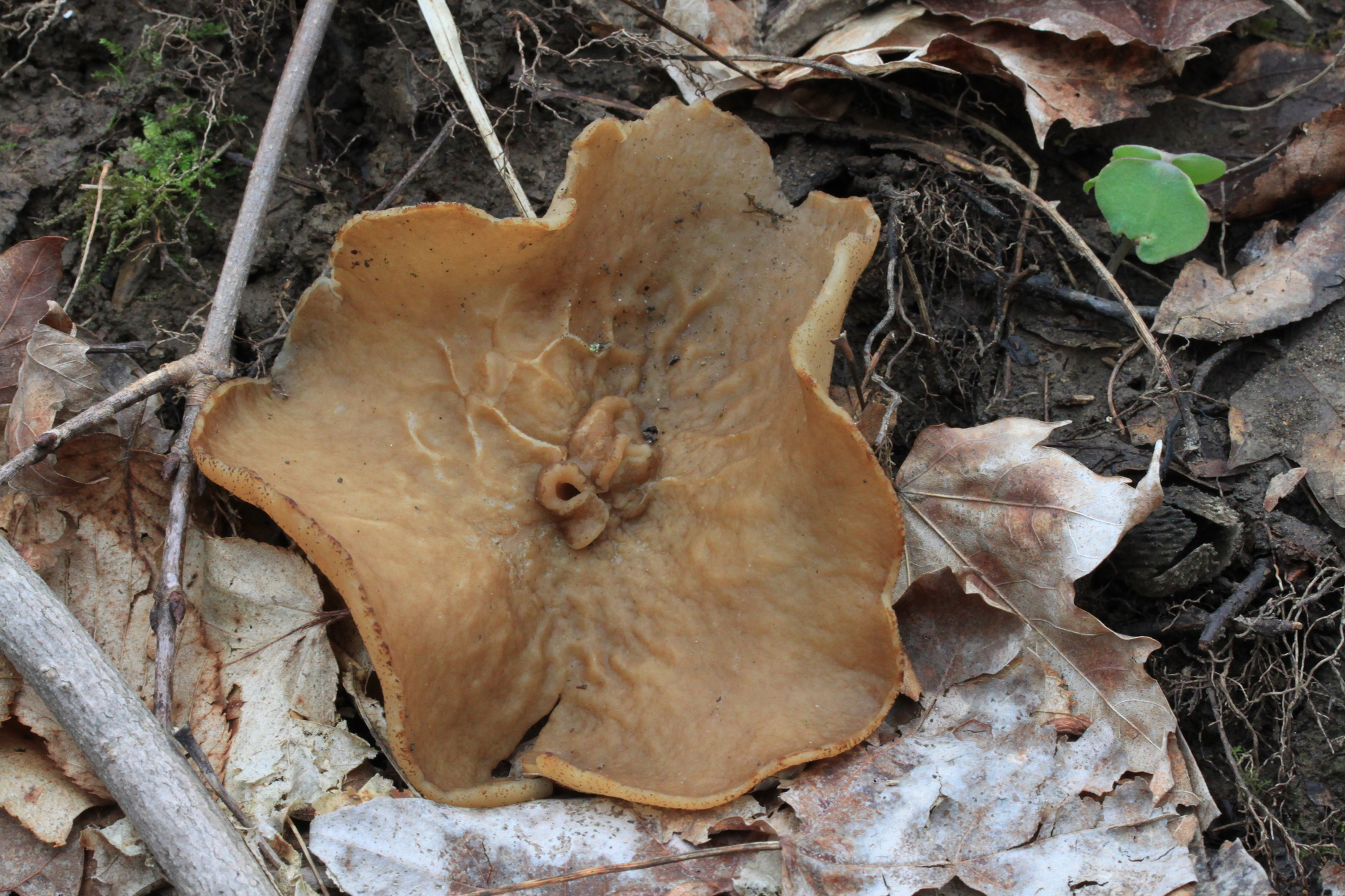
Charakterystyczne żyłkowanie widoczne po wewnętrznej stronie

Krążkówka żyłkowana (Disciotis venosa Pers. (Pers.) Arnould) – gatunek grzybów należący do rodziny smardzowatych (Morchellaceae).

## Systematyka i nazewnictwo
Pozycja w klasyfikacji według Index Fungorum: Disciotis, Morchellaceae, Pezizales, Pezizomycetidae, Pezizomycetes, Pezizomycotina, Ascomycota, Fungi.
Po raz pierwszy takson ten zdiagnozował w 1801 r. Christian Hendrik Persoon nadając mu nazwę Peziza venosa. Obecną, uznaną przez Index Fungorum nazwę nadał mu w 1893 r. Léon Arnould, przenosząc go do rodzaju Disciotis.
Niektóre synonimy:

- Discina reticulata (Grev.) Fr. 1822
- Discina venosa (Pers.) Fr. 1822
- Peziza reticulata Grev. 1825
- Peziza venosa Pers. 1801

Polska nazwa według A. Chmiel.

## Morfologia
Owocnik
Średnicy 5–15 cm, miseczkowaty, nieregularny, u starszych okazów płasko rozpostarty. Wewnątrz barwy szarobrązowej, żółtobrązowej do ciemno czerwonobrązowej. Powierzchnia delikatnie marszczona, pofałdowana. Zewnętrznie białawy o powierzchni omszonej, w dole żyłkowany. Brzeg podwinięty.
Trzon
Jasnoszary, krótki, słabo zaznaczony
Miąższ
Kruchy, białawy, o wyraźnym zapachu chloru, smak łagodny
Cechy mikroskopowe;
Zarodniki o rozmiarach 22–25 × 12–15 µm, elipsoidalne, gładkie, bez gutuli, z jednorodną zawartością. Worki 8-zarodnikowe. Wstawki mają szerokość do 10 µm, brązową zawartość i są septowane.

## Występowanie i siedlisko
Występuje w Ameryce Północnej i Europie. W Polsce gatunek rzadki. Do 2020 r. podano 6 stanowisk historycznych i 27 nowych. Aktualne stanowiska podaje także internetowy atlas grzybów. Znajduje się na Czerwonej liście roślin i grzybów Polski. Ma status R – potencjalnie zagrożony z powodu ograniczonego zasięgu geograficznego i małych obszarów siedliskowych. W Polsce od 1983 r. podlega ochronie ścisłej bez możliwości zastosowania wyłączeń spod ochrony uzasadnionych względami gospodarki rolnej, leśnej lub rybackiej.
Rośnie od kwietnia do maja, na ziemi, w lasach liściastych, parkach, najchętniej na podłożu wapiennym, pojedynczo lub w grupach; miejscami nierzadki.

## Znaczenie
Saprotrof. Grzyb jadalny. Jest to smaczny grzyb, którego ostry zapach znika podczas przyrządzania.

## Gatunki podobne
- krążkownica wrębiasta Discina ancilis, która rośnie w lasach iglastych na próchniejącym drewnie, jest mniejsza i nie posiada chlorowego zapachu. Jej zarodniki są drobno brodawkowane[12],
- piestrzenica tarczowata Gyromitra parma, która również występuje na drewnie drzew liściastych (głównie buka i jesionu),
- wiele gatunków z rodzaju Peziza (kustrzebka), które jednak nie mają charakterystycznej dla krążkówki żyłkowanej sieci żyłek i ich miąższ nie ma zapachu chloru. Ponadto zazwyczaj tworzą owocniki później[8].